# Francisco Javier de Burgos y del Olmo
Francisco Javier de Burgos y del Olmo (Motril, avui dia a la província de Granada, 22 d'octubre de 1778 - Madrid, 22 de gener de 1849) fou polític, periodista i traductor espanyol conegut principalment per la seva participació en la divisió territorial d'Espanya en províncies.
De família amb ascendència nobiliària però no acabalada econòmicament, li estava destinat per a servir a l'Església catòlica, però abandonà prompte els seus estudis religiosos a Granada, i es traslladà cap a Madrid per dedicar-se als estudis de jurisprudència. Amb la Guerra del Francès passà al servei dels francesos ocupant a Andalusia diferents càrrecs. Atès que la seva condició d'afrancesat era ben coneguda, fugí cap a París en 1812 on completà la seua formació mitjançant l'estudi de les obres dels clàssics, principalment Horaci, traduint al castellà les seues obres. Anys més tard, en 1844 publicà una revisió d'aquesta obra que, tot i les seues imperfeccions, encara és un referent per la utilització de l'estrofa sàfica en versos lliures, entre altres motius.
Regressà a Madrid el 1819 i el 1822 fou nomenat director d'El Imparcial, un periòdic al voltant del qual es reuniren els afrancesats portadors de noves idees. Així, compaginava la seua tasca de periodista amb una carrera com a escriptor, destacant la seua obra Biografía universal que es publicà en diversos toms. De 1827 a 1833 exercí diferents càrrecs d'importància a l'administració espanyola, un dels més importants dels quals fou com a secretari d'estat del Ministeri de Foment sota les ordres de Cea Bermúdez, i fou amb aquesta responsabilitat des d'on establí la divisió territorial de les províncies d'Espanya, basant-se en els plantejaments del Nou Règim. Malgrat que prengué com a base les antigues fronteres dels regnes hispànics, la seua proposta té deficiències respecte als precedents històrics, així com la falta de realitat cultural, social i lingüística de la majoria de les províncies actuals. El decret fou aprovat el 30 de novembre de 1833 i el 22 de desembre del mateix any fou nomenat ministre d'Hisenda; també fou senador, conseller reial i ministre de la Governació en 1846 amb el primer govern de Narváez.
Durant els seus últims anys tornà a escriure poesia i, a més de l'esmentada revisió de la traducció d'Horaci, escrigué poesia de circumstàncies, com ara una cançó fúnebre a la mort de la reina Isabel de Bragança, una oda al casament del rei Ferran VII amb Cristina de Borbó, si bé destaca especialment Oda a la Razón.